# ラムネ (映画)
『ラムネ』は、2010年公開の日本映画である。「avexニュースター・シネマ・コレクションvol.2」で公開される4作品のうちの1本。ゆうばり国際ファンタスティック映画祭参加作品。

## ストーリー
高校生活最後の夏。美術大学への進学を諦められない陽介に、美術教師がラストチャンスとおして与えた仮題は、女子の人物画。しかし、奥手な陽介はモデルを探しに四苦八苦。 
そんな時、夜間部で同じ教室の同じ席に座るルミに出会い、突如モデルを志願される。自由奔放なルミに振りまわされながらも、絵を仕上げていくうちに、ルミに惹かれていく陽介。しかし、遂に絵が完成した朝、ルミは陽介の前から姿を消してしまう・・・。

## キャスト
- 陽介：與真司郎
- 大黒：前川紘毅
- ：西田有沙
- 落合真紀：指出瑞貴
- ルミ：清水美花
- ：烏丸せつこ
- ：江口のりこ
- ：津川雅彦

## スタッフ
- 監督：篠原哲雄
- 脚本：鹿目けい子、日比野ひとし
- プロデューサー：佐藤浩輝、平埜敬太
- 助監督：
- 撮影：上野彰吾
- 美術：
- 編集：
- 音楽：野崎美波
- 照明：
- 録音：
- 制作プロダクション：
- 配給：エイベックス
- 製作：
- 上映時間：98分
- ロケ地（学校）：明治大学付属明治高等学校

## 主題歌
- 「君がいれば」／前川紘毅 feat. 與真司郎